# La Tremblade
La Tremblade – miejscowość i gmina we Francji, w regionie Nowa Akwitania, w departamencie Charente-Maritime.
Według danych na rok 1990 gminę zamieszkiwały 4623 osoby, a gęstość zaludnienia wynosiła 67 osób/km² (wśród 1467 gmin regionu Poitou-Charentes La Tremblade plasuje się na 44. miejscu pod względem liczby ludności, natomiast pod względem powierzchni na miejscu 10.).

## Współpraca
Miejscowość partnerska:
- Habay, Belgia